# Магдалена Сибилла Прусская
Магдалена Сибилла Прусская (нем. Magdalena Sibylle von Preußen; 31 декабря 1586, Кёнигсберг — 12 февраля 1659, Дрезден) — принцесса Прусская, в замужестве курфюрстина Саксонская.

## Биография
Магдалена Сибилла — пятая, младшая дочь герцога Альбрехта Фридриха в его браке с Марией Элеонорой, дочерью герцога Юлих-Клеве-Берга Вильгельма Богатого. Принцесса выросла вместе со своими сёстрами в Кёнигсбергском замке и воспитывалась протестанткой в почитании короля Швеции Густава II Адольфа.
19 июля 1607 года в Торгау Магдалена Сибилла вышла замуж за курфюрста Саксонии Иоганна Георга I, став его второй супругой. Она очень обижалась на супруга за то, что он отвернулся от Густава Адольфа и встал на сторону императора Фердинанда II (см. Пражский мир). Она вступалась за шведских военнопленных, которые работали на строительстве дрезденской крепости, и поддерживала дружбу с королевой Швеции Марией Элеонорой. У неё был свой хутор с садом и домашними животными в рыбацкой деревушке близ Дрездена, а также поместье Горбиц. Магдалена Сибилла покровительствовала живописи и поэзии.

## Потомки
- сын (1608)
- София Элеонора (1609—1671), замужем за ландграфом Гессен-Дармштадта Георгом II (1605—1661)
- Мария Елизавета (1610—1684), замужем за герцогом Фридрихом III Шлезвиг-Гольштейн-Готторпским (1597—1659)
- Кристиан Альбрехт (1612)
- Иоганн Георг II (1613—1680), курфюрст Саксонии, женат на принцессе Магдалене Сибилле Бранденбург-Байрейтской (1612—1687)
- Август (1614—1680), герцог Саксен-Вейсенфельсский, женат на принцессе Анне Марии Мекленбург-Шверинской (1627—1669), затем на графине Иоганне Вальпурге Лейнинген-Вестербургской (1647—1687)
- Кристиан I (1615—1691), герцог Саксен-Мерзебурга, женат на принцессе Кристиане Шлезвиг-Гольштейн-Зондербург-Глюксбургской (1634—1701)
- Магдалена Сибилла (1617—1668), замужем за кронпринцем Дании Кристианом (1603—1647), затем за герцогом Саксен-Альтенбурга Фридрихом Вильгельмом II (1603—1669)
- Мориц (1619—1681), герцог Саксен-Цейцский, женат на принцессе Софии Гедвиге Шлезвиг-Гольштейн-Зондербург-Глюксбургской (1630—1652), затем на Доротее Марии Саксен-Веймарской (1641—1675), затем на принцессе Софии Елизавете Шлезвиг-Гольштейн-Зондербург-Визенбургской (1653—1684)
- Генрих (1622)